# École nationale des chartes
A párizsi École nationale des chartes francia grande école és az Université Paris Sciences et Lettres (PSL) főiskolája, amely történelmi tudományokra specializálódott. 1821-ben alakult. A versenyvizsgával felvett, közalkalmazotti státusszal rendelkező hallgatók szakdolgozat elkészítése után levéltáros-paleográfus képesítést kapnak. Általában kulturális örökség őrzői pályát folytatnak az archívumokban és vizuális területeken, könyvtári kurátorként vagy oktatóként és kutatóként a bölcsészet- és társadalomtudományok területén. Az iskolában 2005-ben bevezették a mesterképzést is, amelyre pályázati portfólió alapján vettek fel hallgatókat, 2011-ben pedig a doktori fokozatot.

## Híres diplomások
- Frédéric Barbier francia könyvtörténész, számos könyv és tanulmány szerzője
- Farczády Elek történész
- Perényi József történész, egyetemi tanár, a történettudomány kandidátusa, Kelet-Európa-kutató
- Fejérpataky László magyar történész, egyetemi tanár, akadémikus, könyvtáros és levéltáros
- Léon Rey francia régész, ókortudós, az illíriai Apollóina romvárosának egyik legjelentősebb kutatója